# Vincenzo Palizzolo Gravina
Vincenzo Palizzolo Gravina (Trapani, 29 giugno 1831 – Palermo, 9 maggio 1914) è stato uno storico italiano.

## Biografia
Nato a Trapani nel 1831, da Giuseppe, barone di Ramione, e da Marianna Gravina dei Principi di Comitini, morì a Palermo il 9 maggio 1914. Tra le sue opere quella di maggior successo fu Il blasone in Sicilia, ossia Raccolta araldica, stampata dal 1871 al 1875. È un'opera di carattere araldico-genealogico, trattante famiglie siciliane, in cui sono presenti tra gli altri riferimenti a Filadelfo Mugnos e Francesco Maria Emanuele Gaetani marchese di Villabianca.

## Opere
- Il blasone in Sicilia, ossia Raccolta araldica, Palermo, Visconti & Huber, 1875.
- Emmanuele Requesens, Palermo, 1898
- Vanni di Pisa e di Palermo: Cenno ed epigrafi, Avellino, 1931.
- La casa Gravina: Cenno e tavole genealogiche, Palermo, Tipografia dell'Armonia, 1887.
- Un diploma di re Martino e la famiglia Gravina della regia stirpe normanna, Palermo, 1874.
- Genealogia della famiglia Colonna Romano di Sicilia, Pisa, 1876
- Gli Ugo di Sicilia: cenno ed albero genealogico, Palermo, 1878.
- La famiglia Palizzi: notizie e documenti, Palermo, 1872.
- Genealogia della famiglia Termine e sue relazioni, Palermo, 1875.
- La nobiltà siciliana nelle armi, nelle scienze, nelle lettere e nelle arti, Palermo, 1876.